# Dumasia truncata
Dumasia truncata là một loài thực vật có hoa trong họ Đậu. Loài này được Siebold & Zucc. miêu tả khoa học đầu tiên.